# Jean Baptiste Guimet
Jean Baptiste Guimet (Voiron Isèra, 10 de juliol, 1795 - Lió, Roine, 8 d'abril de 1871) fou un industrial químic francès.
Estudià a l'Escola Politècnica, i es feu cèlebre pel descobriment de l’ultramar artificial, compost, per 100 parts, de 31 a 37 de sílice, 20 a 25 d'alúmina, 7 a 12 de sofre, i 17 a 20 de sosa. Aquesta substància colorant, que començà a ser emprada de seguida per cèlebres pintors, fou un descobriment industrial de gran importància, ja que mentre l'ultramar natural en aquell temps costava 3.000 pessetes el quilogram, l'artificial només costava 2,50 pessetes.
Anteriorment havia tingut una fàbrica de colorants a Tolosa del Llenguadoc, fins al 1834, en que se l'anomenà encarregat de l'administració de pólvores i nitrats. Més tard deixà aquest càrrec per establir a Fleurieu-sur-Saône, prop de Lió la seva fàbrica d'ultramar artificial. Empresa que en jubilar-se llegà al seu fill Émile Étienne Guimet. Aconseguí moltes recompenses pel descobriment, i va escriure: Sur la fabrication de l'outremer